# کوه خرگوشناب
خرگوشناب کوهی زیبا در استان لرستان ، شهرستان سلسله است. این کوه از کوههای زاگرس میانی است که در شمال شهر الشتر قرار دارد که به واسطه آب و هوای بسیار مطبوع، طبیعت بکر، درختان انبوه و آب فراوان به عنوان منطقه ای گردشگری،از دیرباز مورد استقبال مردم منطقه قرار گرفته است. خرگوشناب با چالش های زیست محیطی زیادی روبرو است. چالش هایی که محیط زیست و حیات وحش منطقه را با مخاطرات عدیده ای مواجه ساخته است. وجود کارخانه های شن و ماسه ، برداشت های بی رویه از بستر رودخانه، تردد ماشین های سنگین و زباله های کارخانه ها بخشی از مخاطرات زیست محیطی  این منطقه به شمار می روند.
خرگوشناب در زبان محلی (لکی) ، «خرگوشناو» خوانده می شود.